# Resurrection (album des Pretty Things)
Pour les articles homonymes, voir Résurrection (homonymie).
Albums de The Pretty Things
Unrepentant
(1995) ... Rage Before Beauty
(1999)
Resurrection: Died 1968 Born 1998 in Abbey Road est un album des Pretty Things sorti en 1999.
Enregistré en septembre 1998 aux studios Abbey Road dans des conditions live, il s'agit de la première interprétation complète par le groupe de son album S.F. Sorrow, sorti fin 1968. Plusieurs invités apparaissent sur l'album, notamment David Gilmour, qui tient la guitare sur cinq titres, et Arthur Brown, qui récite l'histoire du personnage éponyme (qui apparaissait dans le livret de S.F. Sorrow) entre les chansons.

## Pochette
La pochette de l'album reprend un Crucifix de l'artiste italien médiéval Cimabue, réalisé vers 1268-1271 et conservé à Arezzo. Sa tête est recouverte par un morceau déchiré de la pochette de S.F. Sorrow.

## Titres
1. Introduction – 1:47
2. Narration – 1:08

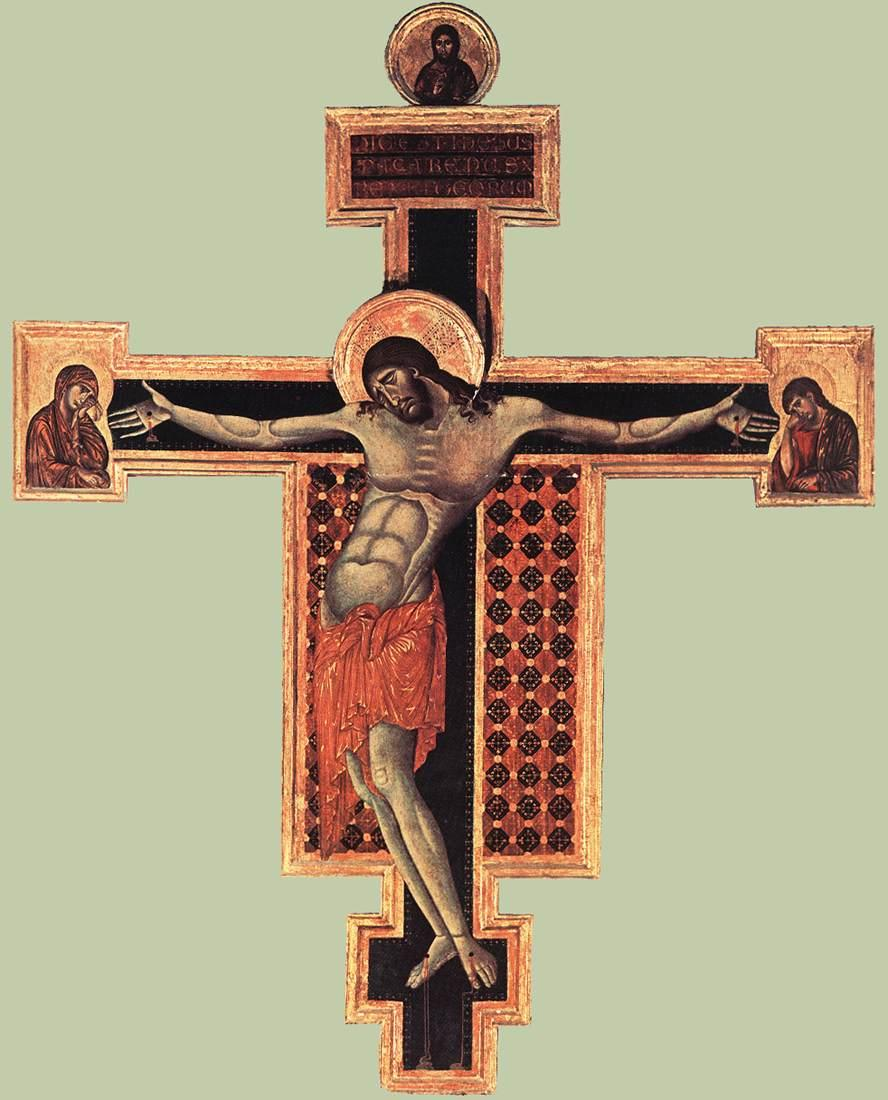
Le Crucifix de Cimabue qui sert de base à la pochette de l'album.

3. S.F. Sorrow Is Born (May, Taylor, Waller) – 3:10
4. Narration – 0:23
5. Bracelets of Fingers (May, Taylor, Waller) – 3:48
6. Narration – 0:32
7. She Says Good Morning (Alder, May, Taylor, Waller) – 4:35 (avec D. Gilmour)
8. Narration – 0:43
9. Private Sorrow (May, Povey, Taylor, Waller) – 3:36
10. Narration – 2:10
11. Balloon Burning (May, Povey, Taylor, Waller) – 3:51
12. Narration – 0:06
13. Death (Alder, May, Povey, Taylor, Waller) – 3:04
14. Narration – 0:30
15. Baron Saturday (May, Taylor, Waller) – 4:20
16. Narration – 0:44
17. The Journey (Alder, May, Taylor, Waller) – 2:42
18. Narration – 2:00
19. I See You (May, Taylor, Waller) – 6:11 (avec D. Gilmour)
20. Well of Destiny (Alder, May, Povey, Smith, Taylor, Waller) – 3:00 (avec D. Gilmour)
21. Narration – 0:10
22. Trust (May, Taylor, Waller) – 2:46 (avec D. Gilmour)
23. Narration – 0:19
24. Old Man Going (Alder, May, Povey, Taylor, Waller) – 5:21 (avec D. Gilmour)
25. Narration – 0:09
26. Loneliest Person (Alder, May, Taylor, Waller) – 1:40
27. Band Introductions / Applause – 0:38

## Musiciens

### The Pretty Things
- Skip Alan : batterie, percussions
- Phil May : chant, percussions
- John Povey : percussions, claviers, sitar, chant
- Dick Taylor : guitare, chant
- Wally « Waller » Allen : basse, chant

### Invités
- Arthur Brown : narration
- David Gilmour : guitare
- Mark St. John : percussions, chant
- Dov Skipper : batterie, percussions